# Музей Івана Франка (Лолин)
Музей Івана Франка в селі Лолин — один з музеїв, присвячених Іванові Франку, розташований в селі Лолин Долинського району Івано-Франківської області.

## Відомості
Іван Франко часто відвідував село Лолин. Тут він написав оповідання «Вугляр», «Лесишина челядь», «Два приятелі», окремі розділи повісті «Петрії Довбущуки», вірш «Галаган». На основі місцевого варіанту легенди «Пісня про шандаря» створив драму «Украдене щастя». Тут народилася подруга Івана Франка Ольга Рошкевич (1857–1935), яка стала його першим коханням. Ольга Рошкевич переклала повість Еміля Золя «Довбня», зібрала фольклорні матеріали про весільні обряди, які видав Іван Франко у 1886 році. Франко присвятив їй декілька віршів. В Лолині бував також Михайло Павлик, який разом з Іваном Франком вивчав життя місцевих селян.
У 1956 році в селі було встановлено пам'ятник Іванові Франку, а при школі створено літературно-меморіальну музейну кімнату (1981). Музей Франка було засновано в 2004 році. Він розташований в центрі села Лолин. Експозиції розповідають про важливі події з життя Івана Франка, пов'язані з селом Лолин, зокрема знайомство Франка з Ольгою Рошкевич. На думку біографів Івана Франка, знайомство з Ольгою Рошкевич було поштовхом до написання Іваном Франком збірки поезій про кохання «Зів'яле листя».
Ряд цікавих експонатів висвітлюють також деякі аспекти творчості Івана Франка: прижиттєві видання «Зів'ялого листя», оригінальні фото, автографи та інші документи.
Інтер'єр музею збагачений автентичними бойківськими хатніми старожитностями, тут також виставлені музичні інструменти та давній одяг. Відвідувачі музею можуть ознайомитися зі старовинними бойківськими традиціями та звичаями, типовими в часи перебування Івана Франка на теренах Долинщини (1874—1876).